# HMS 퀸 엘리자베스 (R08)
HMS 퀸 엘리자베스 (R08)는 영국의 최신형 디젤 항공모함이다.

## 역사
HMS 퀸 엘리자베스는 퀸 엘리자베스급 항공모함의 1번함이다. 40대의 전투기를 탑재할 수 있다. 2014년 7월 17일 진수되었다. 2017년 3월 시험항해를 시작해, 2017년 5월 취역될 계획이었으나, 몇개월씩 지연되었다. 건조비가 당초 계획 25억 달러에서 2배로 인상되어, 6조원(50억 달러)이 소요되었다.

## 진수식
2014년 7월 4일, 스코틀랜드 로지스 조선소에서 엘리자베스 2세 여왕이 참석한 가운데 영국 해군 역사상 최대 규모의 항공모함인 HMS 퀸 엘리자베스 진수식을 가졌다. 35년 만에 정규 항공모함을 갖게 되었다.
그러나, BBC는 특집 보도를 통해 "2008년 계획 당시 2척 건조에 39억 파운드(50억 달러) 정도의 예산이 들 것이라던 항공모함이 이제는 2척 건조에 62억 달러로 치솟았다"고 비판했다.
영국은 국방예산 문제로 35년 전 정규 항공모함인 어데셔스급 항공모함을 조기 퇴역시킨 적이 있다.

## 조기경보헬기
미국 항공모함은 조기경보기를 탑재하지만, 영국 항공모함은 조기경보헬기를 탑재한다. 아구스타웨스트랜드 AW101 멀린 헬기에 미국 록히드 마틴의 크로우스네스트 조기경보 레이다를 장착해 사용할 계획이다. 크로우스네스트 10기는 2018년 10월에 납품되며 2020년 AW101 멀린 HM.2 헬기 30대에 탑재될 계획이다.